# 2023年7月中國大陸

## 7月4日
- 重庆市万州区于凌晨降暴雨发生山崩，造成17人死亡、2人失踪。长滩镇降下万州区于1956年有完整气象记录以来的最大暴雨[1]。

## 7月8日
- 亞洲奧林匹克理事會宣布黑龍江省哈爾濱市獲得2025年亚洲冬季运动会主辦權[2]。

## 7月10日
- 上午7時40分許，廣東省湛江市廉江市橫山鎮一間幼兒園發生持刀砍人事件，造成6人死亡、1人受傷，其中死者為1名老師、2名家長、3名學生。犯嫌為一名25歲男子吳某杰，已被警方逮捕[3][4]。
- 陝西省榆林市吴堡县中共吳堡縣委黨校於該日至14日舉辦村支書培訓班期間推出清廉餐，宣稱倡導清廉價值。事後，校方發文宣傳，這是為了讓學員感受美食中的廉潔文化。此舉引發媒體和網民的熱議和批評。該黨校副校長已被停職。該縣委成立工作組進行調查，責成黨校全面整改。21日，該縣委發布關於清廉餐問題的通報[5]。

## 7月11日
- 甘肅省甘南州夏河縣麻当镇章子溝村發生泥石流，造成2人死亡、7人受傷、2人失蹤[6]。

## 7月12日
- 蓝箭航天發射全球首個液氧甲烷火箭朱雀二號[7]。

## 7月13日
- 上午11時33分，江蘇省鹽城市亭湖区第二中學門口附近發生撞人事件，造成2人死亡、6人受傷。24歲高姓男司機當場被捕。肇事車輛為黑色BMW自用小客車[8]。

## 7月17日
- 上午11時15分許，甘肅省张掖市山丹县連霍高速公路往新疆方向K2089公里+300米處發生連環相撞事故，造成8人死亡、6人受傷，其中傷者均為重傷。事故車輛為5輛自用小客車、3輛貨車[9]。
- 廣東省廣州市增城区新塘鎮華世外語藝術職業學校的食堂飯菜中吃到疑似保險套的膠製異物。李同學表示之前就感覺食堂餐具不乾淨，還發現飯菜內有淋巴肉。網上熱議該異物是何物，有多人認為該異物為手指套。下午，該校開會討論，最終結論該異物為鴨子眼球膜。該校於18日關閉食堂，問責全體廚房員工並扣錢處罰，將涉事廚師開除，成立專門小組進行內部調查，但該異物還是認定為鴨子眼球膜。18日上午，廣州市市場監督管理局將相關樣品移交第三方權威機構檢測。該事件上微博、百度熱搜榜[10]。
- 国家统计局公布2023年上半年国民经济运行情况[11]。

## 7月18日
- 陜西省西安市新城區大批家長聚集在該省政府前的新城廣場抗議該年中考出現大量河南回流生擠占教育資源，導致本地學生無法上高中。19日，大批家長在位於雁塔区曲江商圈長安南路563號的該省教育廳門口抗議，當局派大量警察在現場維穩。21日，大批家長在位於碑林区鹽店街19號的該市信訪接待中心抗議，繼而發展到各區的信訪局門前都有家長聚集。22日，經開區信訪局、杨陵区政府大樓前等地均有家長抗議[12]。

## 7月21日
- 一名江蘇徐州女子、網名“江蘇徐州李朦朦冤案”的李朦朦在網上實名舉報，稱2015年12月17日在铜山区大许镇横山被一名男子丁聪聪以招工為由騙她到他朋友出租屋內，實施3個多小時強姦。事後丁聪聪擔心罪行暴露，卡住李朦朦脖子致使其窒息暈倒後逃走。丁聪聪以上面有關係為由，叫囂告不倒他。此後5年內，李朦朦不斷上訪舉報，遭遇不少磨難。2020年，丁聪聪被警方以強制猥褻移交檢察院，被判處有期徒刑3年；但李朦朦對此判決並不滿意，認為處罰過輕，繼續上訪舉報，卻遭當地警方打擊報復，對她實施毆打並以莫須有罪名將其拘留。被關押期間，當地警方威脅，要是敢將此事曝光出去就判你刑，讓你永遠出不去[13]。

## 7月22日
- 晚上8時許，天津市河北區新開河街道盛寧家園社區居委會發生寵物貓墜樓事件，有15隻貓從16樓墜下。貓咪墜樓原因疑似被人從高樓拋下。有住戶指出戶主扔貓；志願者稱事發後，去小區內打聽，聽到說法多為戶主扔貓。天津市公安局河北分局新開河派出所於26日回應，事發小區住戶家中有20至30隻貓，因長期不在家委托給親屬照顧，親屬在抓貓時求助消防隊協助，在抓貓過程中，因數量較多位置分散，求助人在往門口驅趕貓時，一些貓受到驚嚇從沒關的廚房窗戶躍下，不存在人為惡意拋貓[14][15]。

## 7月23日
- 下午2时55分，黑龙江省齐齐哈尔市龙沙区第三十四中学校体育馆屋顶发生坍塌，造成11人死亡、4人受傷。坍塌原因为体育馆旁的教学綜合楼施工時，施工商将珍珠岩堆放在该馆屋顶[16][17]。
- 浙江省杭州市一名男子在肯德基購買新商品“牛蛙塔可”，但在吃到最後一個時發現，牛蛙只有皮是炸熟的，裡面的肉完全是生的。該名男子害怕牛蛙裡有寄生蟲。男子事後聯繫商家，商家表示可以重新寄一份，男子拒絕後要求退款。該間肯德基門市回應，事發當下已向顧客道歉，並將整份訂單取消和退費；而有關牛蛙出現生肉的部份，業者回應牛蛙是一整籃烹調，直接進行油炸，因此不清楚商品出現生肉的具體原因[18]。

## 7月25日
- 第十四屆全國人大常委會決定免去秦剛的外交部部長職務，改由王毅再度擔任；免去易纲的人民銀行行長職務，改由潘功勝擔任[19][20]。随后习近平根据全国人大常委会的决定签署第八号主席令[21]。秦剛因此成為中國任職時間最短的外交部長，此前他未有公開露面已逾一個月，也以健康原因為由缺席一系列外交活動，但秦剛仍保留國務委員的職務[22]。

## 7月26日
- 一隊來自四川的自駕車隊於22日自甘肅省酒泉市敦煌市出發前赴新疆巴音郭楞州若羌縣羅布泊沙漠，在未經當局批准的情況下，車隊經敦煌市周邊的阿克塞縣，繞過自然保護區和敦煌雅丹景區公安檢查站，進入羅布泊無人區；但車隊最後一輛車未能跟上，拋錨困在無人區，前方幾輛車未察覺。26日，車隊發現1車4人失聯，於是報警求助。27日，搜救人員發現失聯車輛，車上2名男子、1名女子已無生命體徵，另有1人不在車上，疑其獨自徒步尋找救援。29日，搜救人員已找到該名失蹤者屍體。報導指出，車隊帶2部衛星電話，但1部是壞的，導致前車和後車無法聯絡。最終造成4人死亡[23]。

## 7月27日
- 浙江省紹興市一名陳姓女子在農貿市場熟食店買一盒水煮花生，快吃完時，在盒子裡發現一個很小的老鼠頭。陳姓女子表示，瞬間感覺很噁心，只看到老鼠頭，身子估計都煮化了。後續商家賠付800元人民幣。28日，越城區市場監督管理局收到信息後，到現場調查，並對涉事熟食店依法查封；將據調查情況，依法依規嚴肅處理。至於異物是否為鼠頭待相關單位查驗後回應[24][25]。
- 廣東省深圳市羅湖區數百名家長在該區教育局前抗議，要求政府增加幼升小學位名額，讓所有孩子都可就近入學，不至於被分到3、4公里以外的學校。該年該區升學人數大增，也是放開二胎政策後的結果，不少家長嘆後悔生二胎[26]。

## 7月28日
- 2021年夏季世界大学生运动会开幕式在四川省成都市龙泉驿区东安街道东安湖体育公园体育场举行，习近平与夫人彭丽媛和多国外宾出席开幕式[27]。

## 7月29日
- 上午10時13分，河北省衡水市安平縣紅旗街金色陽光小區沿街商舖發生爆燃事故，造成2人死亡、2人受傷，傷者均為重傷。初步調查，爆燃原因為自來水公司2次管網改造施工中頂破天然氣管道。5名相關責任人被警方控制。火情已於11時20分撲滅[28]。
- 受台风杜苏芮影响，北京市降下连日暴雨，造成11人死亡、27人失踪。累计降雨量近1,000毫米，超越2012年的特大暴雨[29]。